# Rogas erythroderus
Rogas erythroderus är en stekelart som först beskrevs av Maximilian Spinola 1851.  Rogas erythroderus ingår i släktet Rogas och familjen bracksteklar. Inga underarter finns listade i Catalogue of Life.